# Émile Moreau (político)
Émile Moreau (Saint-Cyrille-de-Lessard, 20 de junio de 1877-Quebec, 28 de enero de 1959) fue un político canadiense, adscrito al Partido Liberal de Quebec. Fue elegido miembro de la Asamblea Legislativa de Quebec por los distritos de Saint-Jean (1919-1931) y Roberval (1931-1935). También fungió como consejero legislativo de Lauzon (1935-1959).